# Herz Jesu (Regensburg)

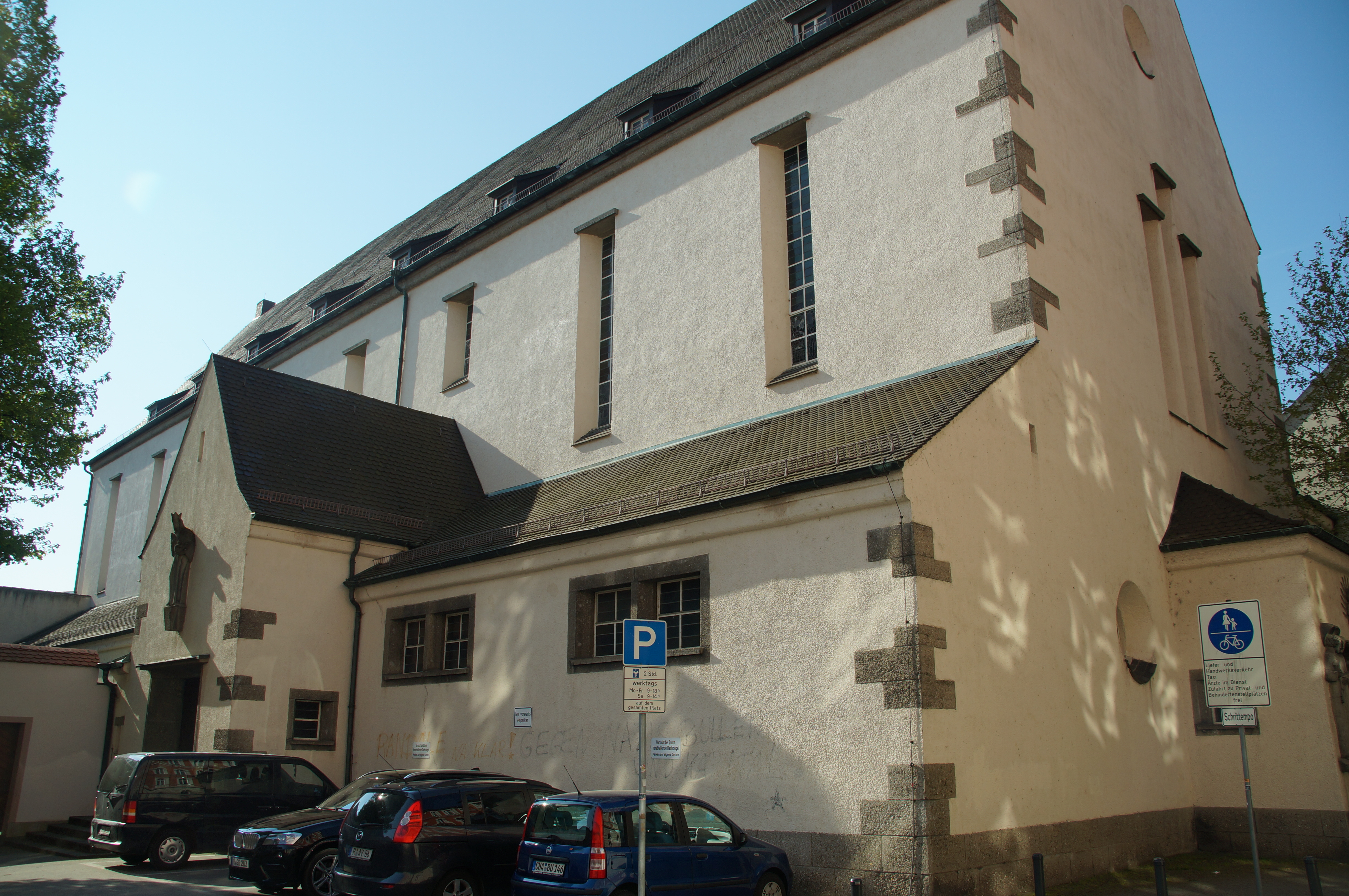
Außenansicht der Pfarrkirche Herz Jesu von Nordwesten

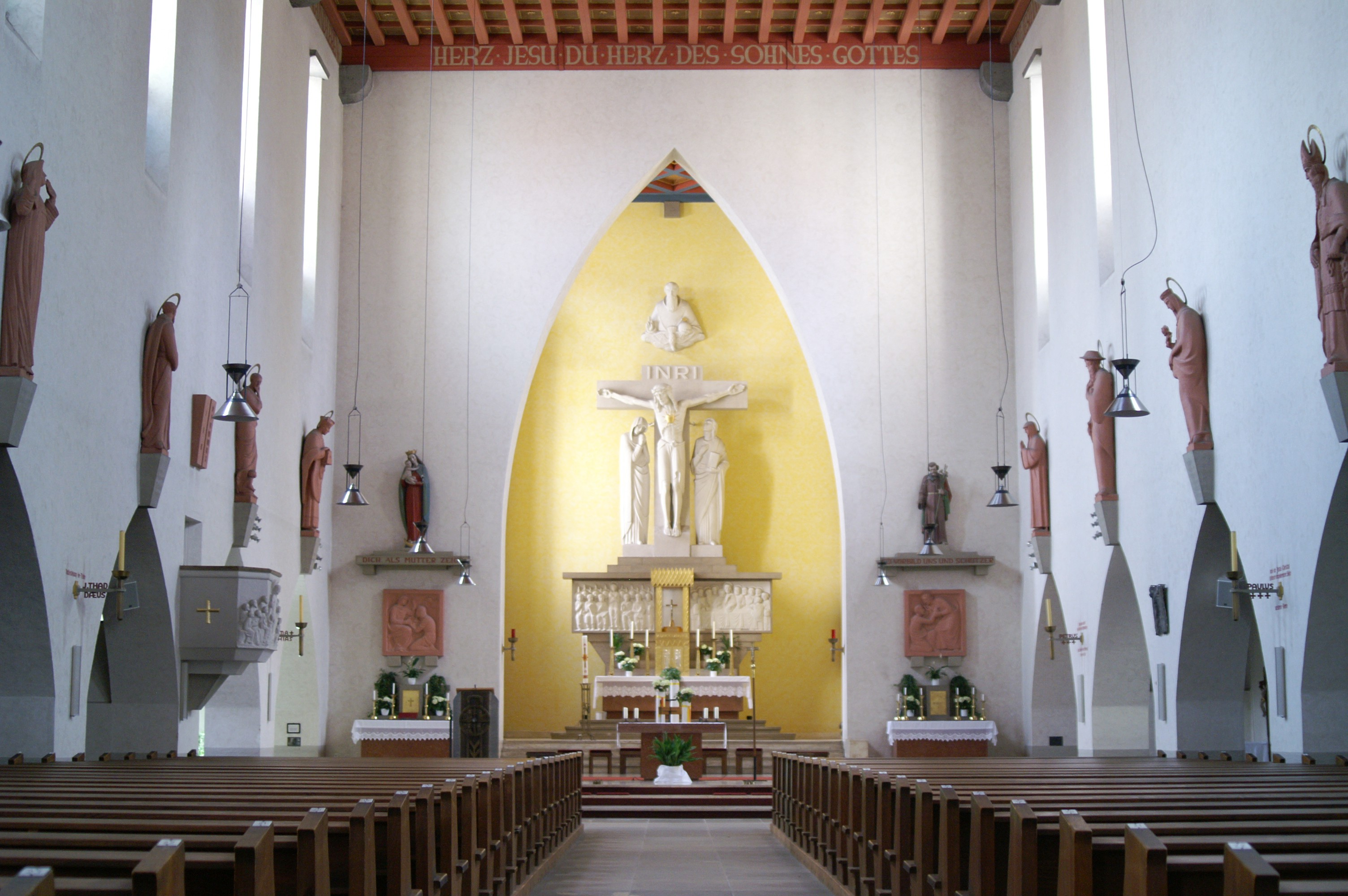
Innenraum

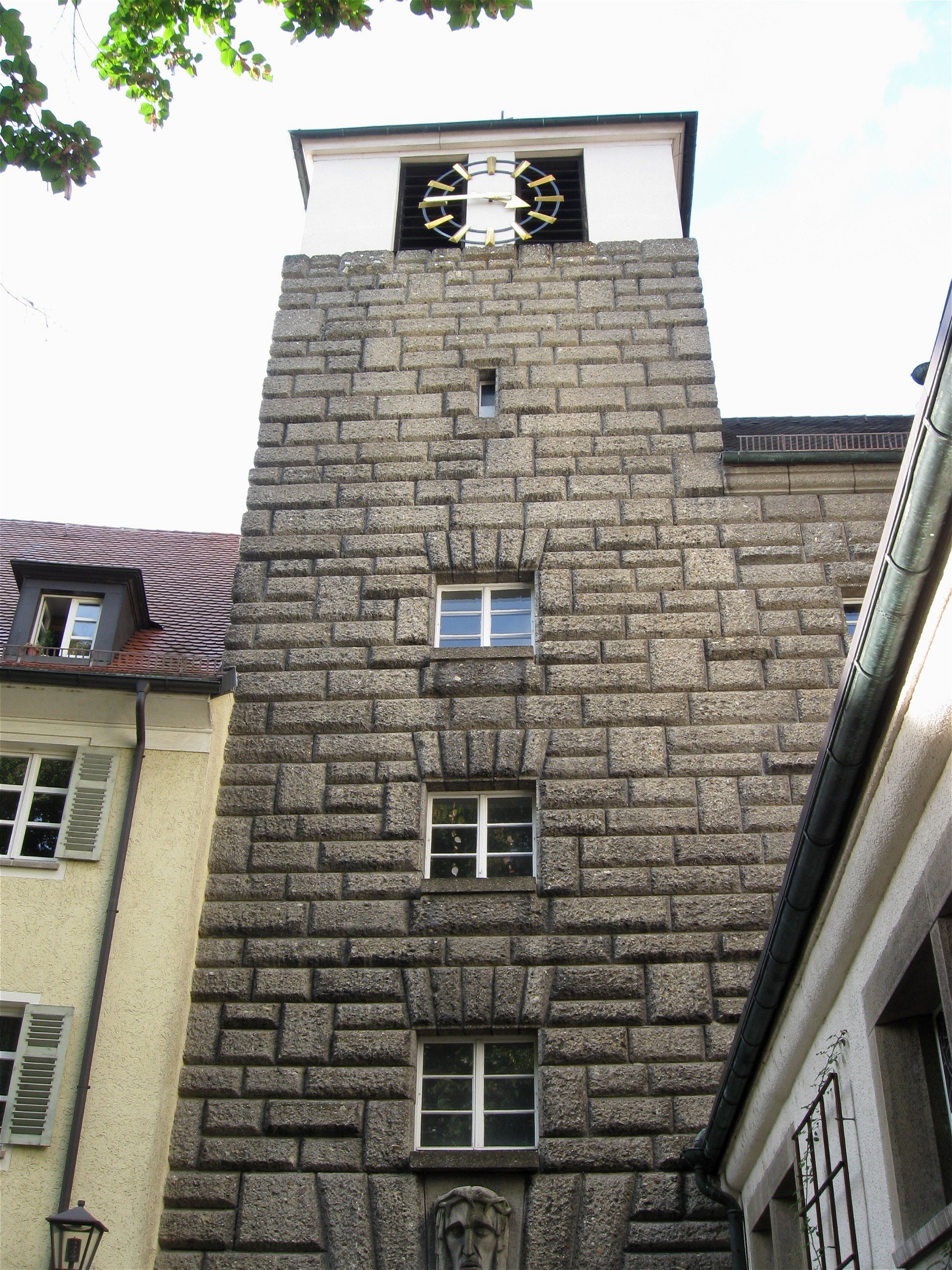
Unvollendeter Südturm (verblendetes Ziegelmauerwerk)

Die katholische Pfarrkirche Herz Jesu steht in der Kreuzgasse 20 in der Westnerwacht in der Altstadt von Regensburg.

## Geschichte
Mit der Gründung eines Kirchenbauvereins am 21. April 1912 wurde die Entschlossenheit manifestiert, eine Kirche in der Westnerwacht von Regensburg zu bauen. Der Erste Weltkrieg und die folgende Währungsreform brachten die Pläne zum Stillstand. Ab 1924 konnten die Neubauideen weiter verfolgt werden. Nach einem unbefriedigenden Wettbewerb schuf der Thurn und Taxische Oberbaurat Carl Schad einen Plan, der allgemeine Zustimmung fand: Er löste geschickt das Problem, die Kirche nach Osten auszurichten, ohne dem ausladenden Gebäude in dem dicht besiedelten Gebiet viel bestehenden Wohnraum zu opfern.
Der Baubeginn erfolgte 1928. Die Grundsteinlegung war am 9. Juli 1929, am 23. November 1930 wurde die Kirche von Bischof Michael Buchberger als Herz-Jesu-Kirche geweiht.
Am 25. April 1945 beschädigen Bombenexplosionen im Umkreis das Dach und einige Fenster.
Die Kirche wurde 1954 und 1993 renoviert. Der Einbau einer Altarinsel aus dem Jahr 1966 im vorderen Drittel des Kirchenschiffes und die daraus resultierende geänderte Aufstellung der Kirchenbänke nach Richtlinien des Zweiten Vatikanischen Konzils wurden 1993 bei der Renovierung verändert.

## Gebäude und Ausstattung
Die spätexpressionistische Pfarrkirche ist eine dreischiffige Basilika in strenger Kubusform mit Satteldach mit einem eingezogenen Chor, der mit einem Walmdach überspannt ist. Der Raum erinnert an eine Kirche der Frühgotik. Die Gesamtlänge der Kirche ist 56,70 Meter, das Hauptschiff ist 14 Meter breit und 15 Meter hoch. Die Außenwände sind aus verputzten Ziegeln gefertigt, der unvollendete Südturm ist mit einer Hausteinverkleidung versehen.
Die kassettierte Decke ist mit Goldsternen aufgelichtet. Die Empore ruht auf drei Arkaden. Eine große und steile Spitzbogenarkade öffnet den Blick zum Hochaltar. Diesen und die darüber befindliche, monumentale Kreuzigungsgruppe aus Kiefersfelder Marmor entwarf Fürstin Margarethe von Thurn und Taxis und modellierte die seitlichen Reliefbilder im Stil des Expressionismus. Sie schuf auch die beiden Seitenaltarreliefs und die 14 Heiligenstatuen aus Terrakotta. Die vier Evangelistenstatuen des Hauptportals und die Engelsgruppe an der Empore stammen von dem Münchner Bildhauer Otto Straub. Das Holzkreuz an der Westwand des nördlichen Seitenschiffes stammt von Sebastian Osterrieder. Die Glasfenster wurden von Josef Oberberger entworfen.

## Orgel

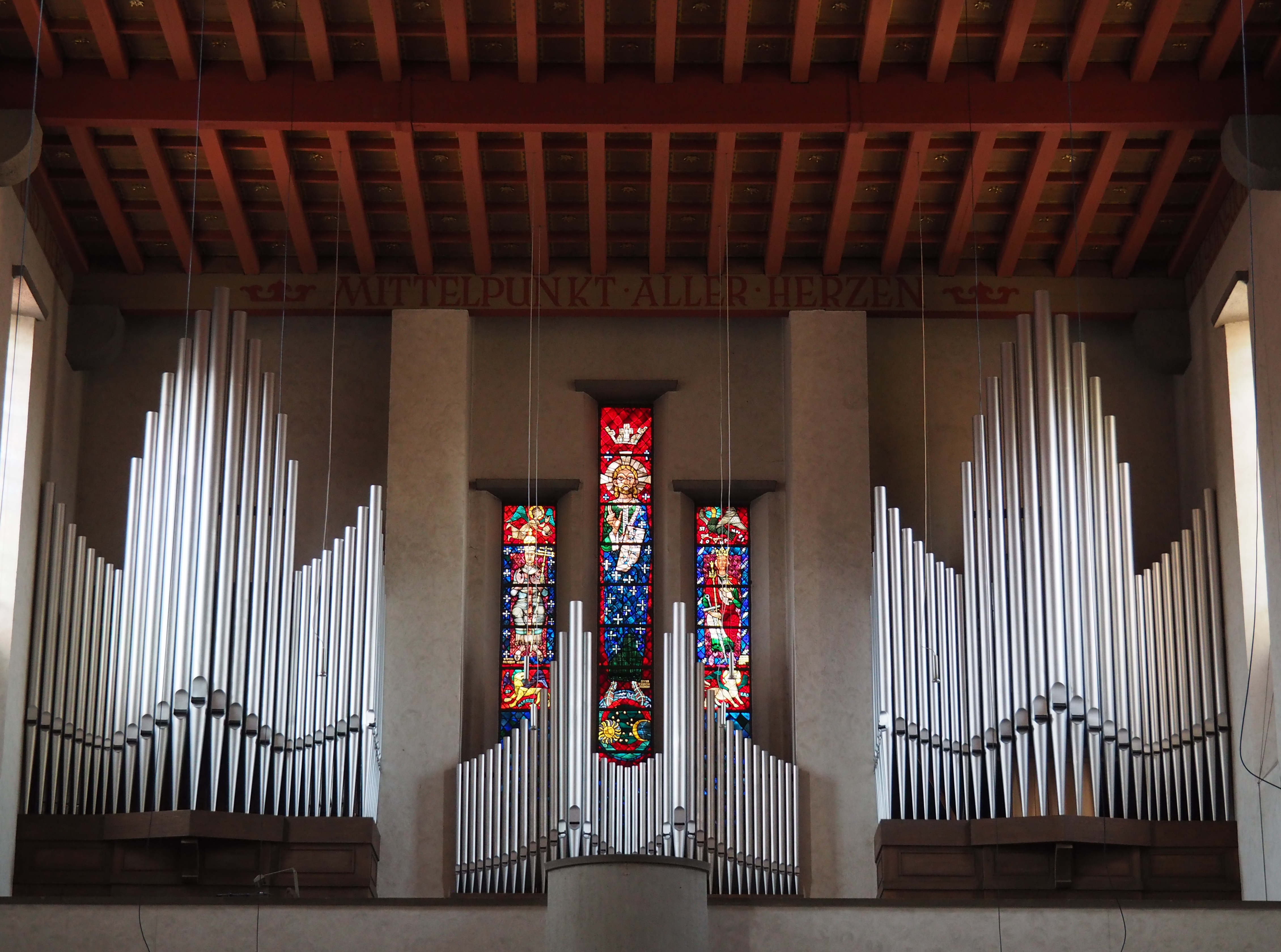
Siemann-Orgel von 1936

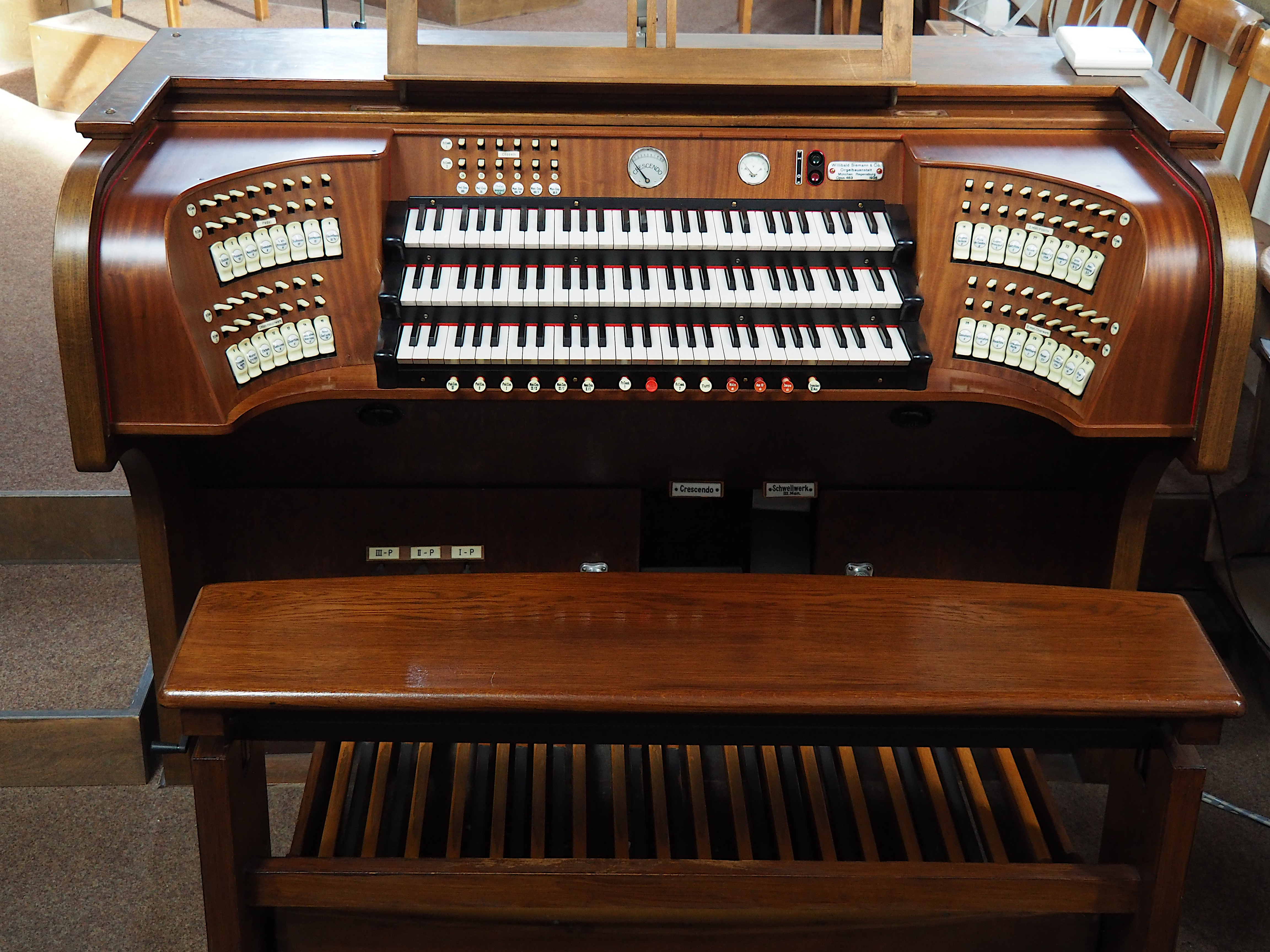
Spieltisch

Die Orgel mit 3 Manualen und ursprünglich 30 Registern (Siemann rechnete die Transmissionen Nr. 28 und 31 als Register mit), mit elektro-pneumatischer Traktur, wurde 1936 als op. 483 von Willibald Siemann gefertigt und gilt als ein repräsentatives Instrument der späteren Firmengeschichte und folgt deutlich der elsäßischen Orgelreform. Der prägnante Orgelprospekt besteht vorwiegend aus stummen, silberlackierten Pfeifen, die aus verhältnismäßig dünnem Zinkblech gefertigt sind. Das Schleudergebläse, ein großformatiger Langsamläufer, der sich am oberen Treppenabsatz des Emporenaufganges befand, musste 1972 ausfallbedingt durch zwei Schnellläufer mit einer hohen Durchsatzleistung, die im Orgelfuß installiert wurden, ersetzt werden. Die Orgel ist daher, bis auf die leicht veränderte Gebläseanlage, vollständig im Originalzustand erhalten. Eine Sanierung des Instruments wurde im Laufe der Zeit unumgänglich. Die umfassenden Arbeiten begannen im Spätherbst 2017 und wurden von Orgelbau Andreas Utz aus Pielenhofen ausgeführt. Neben der technischen Ertüchtigung des historischen Werkes wurde zusätzlich eine externe Setzeranlage mit 1000 Kombinationen eingebaut und das Pedal um einen Quintbass 10 2⁄3′ erweitert. Am 17. März 2019 wurde das Instrument bei einem Festgottesdienst der Gemeinde zur Nutzung wieder übergeben.
Die aktuelle Disposition, erstellt von Otto Dunkelberg lautet:
| I Hauptwerk C–g3 |                     |     |
| 1.               | Rohrgedackt         | 16′ |
| 2.               | Deutsches Prinzipal | 8′  |
| 3.               | Querflöte           | 8′  |
| 4.               | Salicional          | 8′  |
| 5.               | Oktave              | 4′  |
| 6.               | Mixtur V–VII        | 2′  |
| 7.               | Trompete harm.      | 8′  |

| II Positiv C–g3 |                 |      |
| 8.              | Singend Gedackt | 8′   |
| 9.              | Viola da Gamba  | 8′   |
| 10.             | Geigenprincipal | 4′   |
| 11.             | Spitzflöte      | 4′   |
| 12.             | Oktave          | 2′   |
| 13.             | Scharff III     | 1⁄2′ |
| 14.             | Krummhorn       | 8′   |

| III (Oberwerk) Schwellwerk C–g3 |                  |       |
| 15.                             | Gemshorn         | 8′    |
| 16.                             | Quintatön        | 8′    |
| 17.                             | Blockflöte       | 4′    |
| 18.                             | Nasard           | 2 ⁄3′ |
| 19.                             | Schweizer Pfeife | 2′    |
| 20.                             | Nachthorn        | 1′    |
| 21.                             | Terzcymbel III   | 2⁄5′  |
| 22.                             | Dulcian          | 16′   |
| 23.                             | Oboe             | 8′    |

| Pedal C–f1 |               |  |         |
| 24.        | Contrabass    |  | 16′     |
| 25.        | Subbass       |  | 16′     |
| 26.        | Quintbass     |  | 10 2⁄3' |
| 27.        | Weitprinzipal |  | 8′      |
| 28.        | Gemshorn      |  | 8′      |
| 29.        | Nachthorn     |  | 4′      |
| 30.        | Posaune       |  | 16′     |
| 31.        | Dulcian       |  | 16′     |

- Koppeln: II/I, III/I, III/II, I/P, II/P, Oberoktavkoppel II/I, Unteroktavkoppel II/I
- Nebenregister: Tremulant III
- Spielhilfen: 2 freie Kombinationen (bei Nutzung Setzer gesperrt), Crescendowalze, Schwelltritt, Walze ab, Man 16′ ab, Tuttiknopf und Zungenabsteller

### Vorgängerorgel
Die Vorgängerorgel, als Interimsinstrument gedacht, wurde 1930 als op. 461 ebenfalls von Willibald Siemann erbaut und steht heute verändert in der Pfarrkirche St. Johannes in Pentling bei Regensburg. Die Disposition des Instruments mit pneumatischer Traktur lautete ursprünglich:
| Manual C–f3 |            |    |
| 1.          | Prinzipal  | 8′ |
| 2.          | Salicional | 8′ |
| 3.          | Gedeckt    | 8′ |
| 4.          | Oktave     | 4′ |
| 5.          | Mixtur     |    |

| Pedal C–d1 |        |     |
| 6.         | Subbaß | 16′ |

- Koppeln: Manual/P, Super/Manual
- Spielhilfen: Tuttiknopf, Auslöser

## Glocken
Im Turm befinden sich vier Glocken aus Bronze auf Stahljochen in einem Stahlglockenstuhl. Sie wurden 1936 von der Regensburger Glockengießerei Hamm gegossen. Nach Kriegsverlust der drei großen Glocken ergänzte die Firma Hamm 1946 das Geläut mit passenden Glocken, mit vereinfachtem Schmuck. Sie erklingen in der Tonfolge des1 es1 f1 as1. Jede wird durch eine elektrische Läutemaschine VOCO der Herforder Elektrizitätswerke (HEW Herford) zum Schwingen gebracht.
Zwei Ebenen unter der Glockenstube befindet sich eine mechanische Turmuhr, gefertigt von der Firma Rauscher aus Regensburg. Diese betätigte auch den Stunden- und Viertelstundenschlag auf der ersten bzw. zweiten Glocke. Diese Turmuhr ist stillgelegt. Heute übernimmt eine elektronische Steuerung diese Funktionen.

## Pfarrer

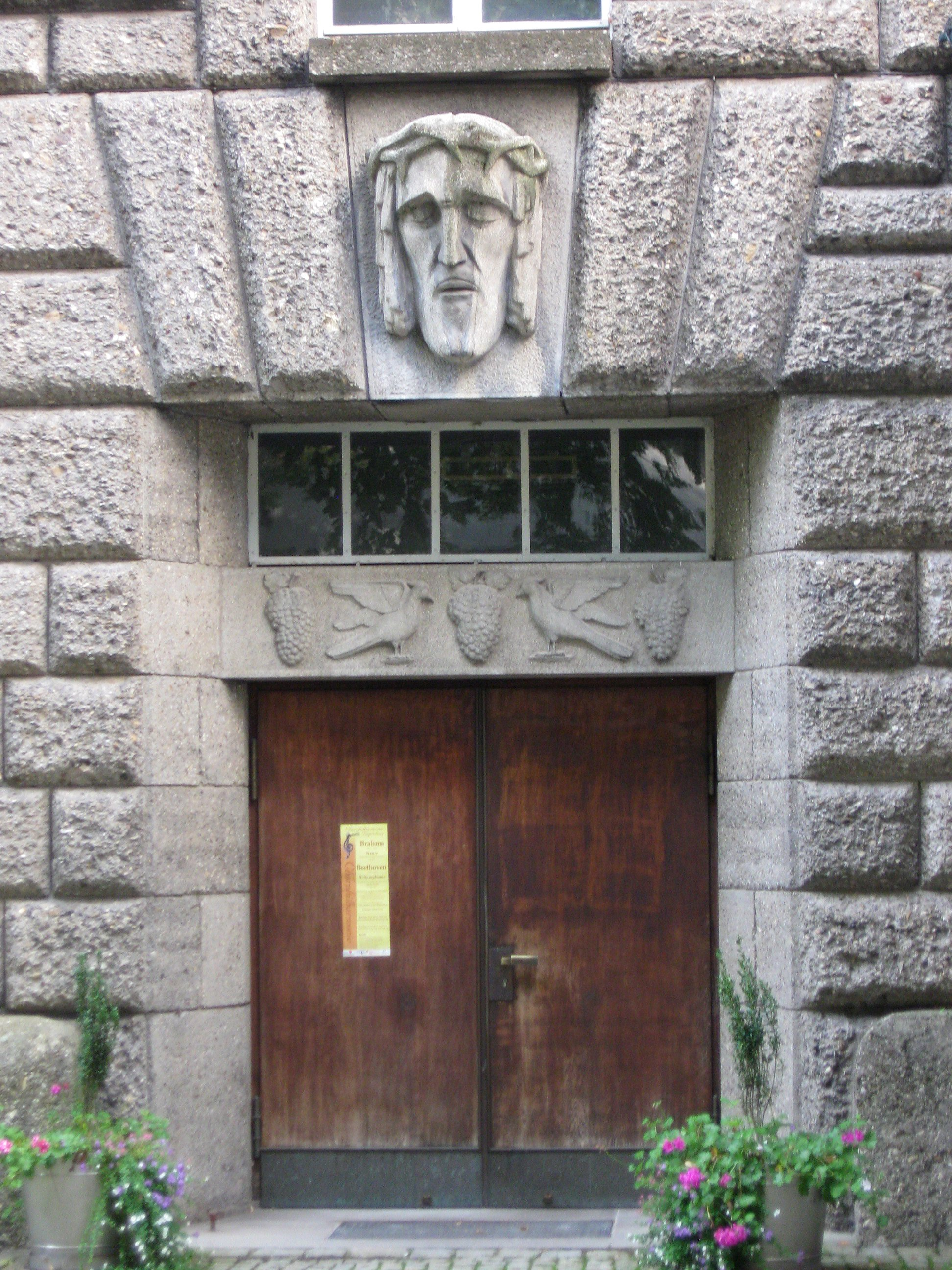
Portal im Südturm

- 1931–1940: Eduard Stücklein
- 1940–1966: Josef Lanzinger
- 1966–1978: Alois Eberl
- 1978–2003: Josef Schönberger
- 2003–2022: Martin Müller
- seit 2022: Jürgen Lehnen